# Вах (Мазовецьке воєводство)
Вах (пол. Wach) — село в Польщі, у гміні Кадзідло Остроленцького повіту Мазовецького воєводства.
Населення — 760 осіб (2011).
У 1975-1998 роках село належало до Остроленцького воєводства.

## Демографія
Демографічна структура станом на 31 березня 2011 року:
|          | Загалом | Допрацездатний вік | Працездатний вік | Постпрацездатний вік |
| -------- | ------- | ------------------ | ---------------- | -------------------- |
| Чоловіки | 395     | 92                 | 262              | 41                   |
| Жінки    | 365     | 79                 | 203              | 83                   |
| Разом    | 760     | 171                | 465              | 124                  |